# Husův vrch
Husův vrch je přírodní památka na úbočí stejnojmenného vrchu, vyhlášená v roce 1989. Nachází se u obce Hostomice. Péči o přírodní památku zajišťuje Krajský úřad Ústeckého kraje. Předmětem ochrany je teplomilná vegetace s hlaváčkem jarním (Adonis vernalis).

## Přírodní poměry
Chráněné území měří 4,6891 hektaru a nachází se v nadmořské výšce 220–230 (podle mapy území zahrnuje i vrchol s výškou 266 metrů) metrů v katastrálním území Hostomice nad Bílinou. Rozloha vyhlášeného ochranného pásma je 6,43 hektaru.
V geomorfologickém členění lokalita leží v Českém středohoří v podcelku Milešovské středohoří a okrsku Teplické středohoří.